# Університет монстрів
«Університет монстрів» (англ. Monsters University) — американський повнометражний комедійний 3D-мультфільм, виробила студія Pixar Animation Studios і випустила у прокат студія Walt Disney Pictures. Це чотирнадцятий фільм студії «Pixar»; за сюжетом це передісторія славнозвісної «Корпорації монстрів» 2001 року. Режисером фільму став Ден Скенлон, а продюсером — Корі Рей.
Біллі Крістал, Джон Гудмен, Стив Бушемі, Боб Пітерсон, Джон Ратценбергер і Натан Філліон озвучили ролі Майка Вазовскі, Джеймза Пі Саллівана, Ренделла Боггза, Роз, Снігової Людини і Джонні Джей. Вортингтона Третього, президента Омега Рик (Roar Omega Roar) відповідно. Бонні Гант, котра озвучила Місис Флінт у першому фільмі, озвучила вчительку Майка пані Карен Грейвз. Декана Ебідейл Гардскребл, іще одну колоритну постать у фільмі, озвучила дама Гелен Міррен.
Реліз фільму відбувся 5 червня в «BFI Southbank» (кінотеатр Британського кіноінституту), 21 червня 2013 року у США, 20 червня 2013 року в Україні і традиційно супроводжувався короткометражним фільмом «Синя парасолька», режисера Сашки Ансельда (Saschka Unseld).
Бюджет — близько 136 млн дол.
Дубльований українською мовою студією Le Doyen на замовлення Disney Character Voices International у 2013 році.

## Сюжет
За дверцятами шафи у дитячій спальні ховається страшний, смішний, жахливий і яскравий — цілий університет з виховання професійних монстрів. Для того, щоб стати випускниками їм доведеться скласти іспит із «Загальної історії залякування», отримати залік з «Основ пронизливого крику», здати норматив із «Техніки пересування у темряві» та написати диплом на одну з обраних моторошних тем. Та й ці створіння ніяк не можуть позбавитись свого природного шарму. Тому вони приречені бути улюбленцями малюків і дорослих.

## У ролях
| Персонаж                     | Оригінальне озвучення |
| ---------------------------- | --------------------- |
| Майкл Вазовський («Майк»)    | Біллі Крістал         |
| Джеймс Бі Салліван («Саллі») | Джон Гудмен           |
| Рендалл Богс                 | Стів Бушемі           |

## Дубляж українською
Ролі озвучували
- Майкл Вазовський («Майк») — Назар Задніпровський
- Джеймс Пі Салліван («Саллі») — Євген Сінчуков
- Рендалл Боггс — Дмитро Завадський

- Декан Хитромудра — Людмила Суслова

- Чваркі — Артем Мартинішин

- Дон — Сергій Озіряний

- Дері — Олександр Погребняк

- Тері — Роман Чупіс

- Арт — Дмитро Чернов

- Професор Лицар — Євген Пашин

- Віце-президент грецького гуртка — Юрій Ребрик

- Джонні Круторіг — Володимир Паляниця

- Президент грецького гуртка — Катерина Качан

- Чет — Сергій Солопай

- Майк малий — Станіслав Ковальський

- Пані Чваркля — Ніна Касторф

- Пані Гробик — Віталіна Біблів

- Френк Маккей — Станіслав Щокін

- Суддя — Дмитро Вікулов

- Слимак — Володимир Канівець

- Лідер Пітонів — Марина Кукліна

- Роз — Наталя Надірадзе

- Снігова людина — Роман Чорний

А також: Михайло Кришталь, Катерина Брайковська, Кирило Нікітенко, Олена Борозенець, Катерина Башкіна-Зленко, Людмила Барбір, В'ячеслав Дудко, Олексій Череватенко, Юрій Сосков, Сергій Юрченко, Валентина Лонська, Етель Ененберг, Олег Александров, Арсен Шавлюк, Юлія Угрин, Богдан Темченко, Анастасія Багінська.

## Створення
Самі лише плани створити продовження «Корпорації монстрів» зародилися іще 2005 року. Компанія «Disney» на той час володіла правом знімати сиквели до усіх «Pixar»-івських фільмів аж до «Тачки» включно. Після сварки між тодішнім генеральним директором студії «Disney» Майклом Ейснером і генеральним директором студії «Pixar» Стивом Джобзом, компанія «Disney» оголосила, що продовження «Корпорації монстрів» буде покладено на її підрозділ із гордою назвою «Circle 7 Animation»; і що сценарій до мультфільму уже пишуть Роб М'юїр і Боб Гілгенберг. Однак, наприкінці 2005 року у студії «Disney» змінився керівний склад (зокрема пішов у відставку Ейснер, а на його місце призначено колишнього його заступника Роберта Айгера). Це означало відновлення переговорів про співпрацю зі студією «Pixar»; більше того, на початку 2006 року компанія «Disney» оголосила, що вона купує «Pixar» і передає їй права на сиквели. Версію сценарію Мюіра і Гілгенберга було скасовано, а підрозділ зі створення комп'ютерно-анімованих фільмів «Circle 7» закрито.

Нарешті, 2010 року було затверджено продовження мультфільму за версією студії «Pixar». Спочатку датою релізу фільму оголосили 16 листопада 2012 року, щоб уникнути конкуренції з картиною «Світанок — Частина 2». А 5 квітня 2011-го було оголошено, що на екранах мультфільм з'явиться аж 21 червня 2013 року. Цей мультик мав стати чотирнадцятим фільм студії «Pixar». 29 травня 2011-го було погоджено ідею, що новий фільм буде не продовженням, а приквелом до «Корпорації монстрів»; тоді ж затверджено й назву картини — «Університет монстрів». Затвердили режисера картини — Дена Скенлона, і продюсера — Корі Рея. Джон Гудмен, Стив Бушемі, Боб Пітерсон і Джон Ратценбергер озвучували й надалі своїх персонажів, а Бонні Гант отримала собі нову героїню. Нові ролі озвучували також Дейв Фоулі, Шон Гейс, Джулія Свіні, Гелен Міррен, Альфред Моліна, Пітер Зон, Чарлі Дей, Дойл Мюррей, Нейтан Філліон, Обрі Плаза, Тайлер Лабі́н, Джон Кразінські, Білл Гейдер, Боббі Мойніган і Бет Берз. 12 серпня 2011 року нарешті закінчилися перемовини із Біллі Кристалом — актором, що озвучував головного героя картини, одноокого Майка Вазовскі. Актор іронізував у інтерв'ю:
Я аж трохи захрип. Це я провів чотири із половиною години переговорів, аби узяти участь у другій половині картини „Корпорація монстрів“.
Картина «Університет монстрів» розкриває нам деталі знайомства Майка й Саллі; проте автори відразу ж створюють ляп: у першому фільмі Майк зізнається, що Саллі почав заздрити його зовнішності  [лише] із четвертого року навчання в школі. Режисер Ден Скенлон сказав, що перед ним виникла дилема із цим моментом сюжету під час пре-продакшену; та проте він вірить, що буде краще, якщо Майк і Саллі зустрінуться на парах в університеті — бо (на його думку) буде краще, якщо вони вперше зустрілися в університеті, бо
…ми хотіли побачити, як розвивалися стосунки між ними уже в дорослому віці… І ми також відчували, що коледж є хорошим місцем, що сприяє самопізнанню і розумінню, хто ти є». Скенлон якось сказав під час попереднього виробництва, що «Піт Доктер, початковий режисер і Джон Лассетер …, нарешті, сказали мені, мовляв, це здорово, що ви так вважаєте, проте ви мусите зробити те, що правильно для історії. Таким чином, ми прийняли непросте рішення, щоб просто помістити їх до коледжу.
«Корпорація монстрів» — це перший фільм, який використовує нову вдосконалену систему освітлення, а саме глобальне освітлення, запроваджену як частину заходів із повного перегляду традиційних алгоритмів системи візуалізації в анімації із часів виходу картини «Історія іграшок». На стадії планування фільму оператор-постановник Жан-Клод Калаш, поставив питання: «А що станеться, якщо ми спробуємо погратися зі світлом?». Раніше художникам доводилось будувати відображення і тіні вручну, і це було надзвичайно складно. Нова система освітлення, запроваджена методом трасування променів, є технікою, яка імітує поведінку світла в реальному світі. Вона не лише автоматизувала цей процес, а також привносить новий ступінь реалізму у комп'ютерну анімацію: система освітлення здатна створювати м'якші тіні, а художнику тепер доводиться витрачати значно менше часу на моделі і складні сцени (у яких, часом, є тисячі джерел освітлення).
Для того, щоб надати фільмові якнайбільшого реалізму, члени знімальної групи відвідали кілька університетів (у США вони називаються коледжами) по усій країні. Серед коледжів були: Гарвардський університет, Стенфордський університет, Texas A&M University і Університет штату Алабама. Досліджували архітектуру коледжу, студентське життя, університетські братства, а також методи викладання професорів. Щоб пережити дух університетських братств, тема яких є центральною у фільмі, дослідна група провела кілька днів у помешканнях братств.

## Реліз
Прем'єра «Університету монстрів» відбулася 5 червня 2013 р. на спеціальній демонстрації в «Національному кінотеатрі» (BFI Southbank) у Лондоні у присутності режисера і продюсера. Азійська прем'єра фільму відбулася 15 червня 2013 року на Шанхайському міжнародному фестивалі. А в Сполучених Штатах прем'єра була 8 червня на Міжнародному кінофестивалі у Сіетлі. На екрани кінотеатрів кіно демонстрували з 21 червня 2013 року. По́казові картини передував короткометражний фільм від Студії «Pixar» із назвою «Синя парасолька».